# جون بارتولوميو
جون بارتولوميو (بالإنجليزية: John Bartholomew)‏ هو سياسي أسترالي، ولد في 31 أكتوبر 1858 في غلاسكو في المملكة المتحدة، وتوفي في 25 سبتمبر 1928 في أستراليا. انتخب عضو المجلس التشريعي ولاية كوينزلاند.